# Zaczerlany
Zaczerlany (białorus. Зачарляны) – wieś w Polsce, położona w województwie podlaskim, w powiecie białostockim, w gminie Choroszcz.
W latach 1975–1998 wieś administracyjnie należała do województwa białostockiego.

## Integralne części wsi
| SIMC    | Nazwa              | Rodzaj  |
| ------- | ------------------ | ------- |
| 0025336 | Zaczerlany-Kolonia | kolonia |

## Historia
Pierwotnie Zaczerlany były zamieszkiwane w większości przez prawosławnych Białorusinów.
W latach 1929–1932 mieszkańcy Zaczerlan domagali się powstania w ich wsi szkoły z białoruskim językiem nauczania.
W latach 1944–1946 w ramach akcji deportacji ludności polskiej z terytorium Radzieckiej Białorusi i ludności białoruskiej z terytorium Polski Ludowej oraz w wyniku działalności wrogo nastawionego do miejscowej prawosławnej ludności białoruskiej polskiego podziemia zbrojnego mieszkańcy Zaczerlan masowo ewakuowali się do Związku Radzieckiego (we wczesnych latach powojennych w Zaczerlanach zbrojne podziemie zamordowało ośmiu mieszkańców wsi wyznania prawosławnego i narodowości białoruskiej). W ich miejsce przybyli repatrianci zza linii Curzona. Po dawnych mieszkańcach pozostały prawosławne krzyże wotywne znajdujące się obecnie w złym stanie technicznym. Tragiczne wydarzenia powojenne w Zaczerlanach niosą charakter czystki etnicznej. 
Zaczerlany należały pierwotnie do parafii prawosławnej w Topilcu, a następnie parafii prawosławnej w Choroszczy, obecnie podlegają parafii rzymskokatolickiej w Choroszczy.

## Inne
W Zaczerlanach mieści się Ośrodek Rehabilitacyjno-Readaptacyjny Niepublicznego Zakładu Opieki Zdrowotnej MONAR.